# Прокоф'єв Сергій Андрійович
Сергій Андрійович Прокоф'єв (7 липня 1874, Моршанськ — 12 січня 1944) — інженер шляхів сполучення, спеціаліст в галузі мостобудівництва, вчений в галузі будівельної механіки, педагог, професор (з 1930 року).

## Біографія
Народився 7 липня 1874 року в місті Моршанську на Тамбовщині. В 1893 році закінчив гімназію в Тамбові, цього ж року поступив на математичний факультет Петербурзького університету, а в 1894 році до Інституту шляхів сполучень.
По закінченню курсу в 1899 році працював на Закавказькій залізниці в технічному відділі управління залізницею, начальником партії по прокладанню дороги через Сурамський перевал.
В 1902–1913 роках — начальник запасної дільниці служби шляху Південно-Західної залізниці; в 1913–1931 роках — завідувач мостовим відділом Правління Київського округу шляхів сполучень.
Ще студентом працював на будівництві Самаро-Золотоустівської залізниці, Тифлісько-Карської, Московсько-Ярославсько-Архангельської, Пермо-Тюменської залізниць від Оранієнбаума до села Калиша.
За проектами С. А. Прокоф'єва були збудовані:
- 1899–1901 — арочний залізобетонний місто довжиною 12 метрів на Боржомо-Бакуріанській залізниці. Це була перша в тодішній Росії споруда такого типу;
- В 1913 році розробляв заходи по укріпленню вулиці Боричівого Току; проектував будівництво Київської залізобетонної башти; виправляв пошкодження в 6-ти поверховому залізобетонному корпусі заводу Ельворті в Єлизаветграді та інше.

В 1914 році брав участь у проектуванні робіт по укріпленню Миколаївського ланцюгового мосту в Києві. В 1915 році очолював комісію Київського округу шляхів сполучень для дослідження Ланцюгового мосту; збудував тимчасову переправу та міст через Дніпро навпроти Наводицької вулиці та інше.
Як експерт здійснив технічну експертизу цілого ряду проектів. Серед них:
- 1913 — проекту пакгауза Київської митниці;
- перевірка розрахунків і креслень залізобетонного мосту в Бердичеві;
- 1917 — нагляд за технічним станом мосту через Дніпро в Могильові;
- участь у реставраційних роботах Кремля в Москві;
- 1930 — консультант по проектуванню Київського залізничного вокзалу з питань конструкцій переходів через колії та конструкцій пасажирського тунелю.

З жовтня 1903 року і до 1931 року — викладач Київського політехнічного інституту, зокрема з 1905 року читав лекції по залізобетонних спорудах, вперше в тодішній Росії, а з 1913 року — керівник груп по мостах професора Є. О. Патона.
В 1909 році відряджався інститутом за кордон для ознайомлення з методикою викладання будівництва споруд із залізобетону і мостів в навчальних закладах Західної Європи (Німеччина, Швейцарія, Норвегія).
Мав чини надвірного (1910) та колезького радника (1912).
В Києві мешкав з 1909 року до кінця життя на вулиці Микільсько-Ботанічній, 29, квартира 1. Помер 12 січня 1944 року. Похований в Києві на Лук'янівському цвинтарі (ділянка № 17, ряд 9, місце 41).

## Праці
Сергій Прокоф'єв автор багатьох теоретичних праць з будівельної механіки:
- Проект балочного железобетонного моста;
- Материалы для проектирования камерных шлюзов (1905, у співавторстві з інженером Акуловим К. А.);
- Теория расчета сплошных упругих арок и применение ее к расчету арок параболических / С. А. Прокофьев. — Киев : Тип. т-ва И. Н. Кушнерев и Ко, 1912. — 268 c.